# Thanh Hồng
Thanh Hồng là một xã thuộc huyện Thanh Hà, tỉnh Hải Dương, Việt Nam.
Xã có diện tích 8,15 km², dân số năm 1999 là 7.263 người, mật độ dân số đạt 891 người/km².
Xã Thanh Hồng đã đạt tiêu chí Nông thôn mới vào năm 2019

## Lịch sử
Thanh Hồng trước cách mạng tháng 8-1945 thuộc tổng Lập Lễ, huyện Thanh Hà, phủ Nam Sách, tỉnh Hải Dương.
Trước đây Thanh Hồng có 5 thôn đó là Thiều, Bửa, Nhan Biều (Bầu), Lập Lễ, An Lương. Sau khi phân lại địa giới hành chính, sáp nhập thôn Bửa với Nhan Biều thành Nhan Bầu, sáp nhập An Lương với Lập Lễ thành thôn Lập Lễ, thôn Thiều tức Tiên Kiều ngày nay vẫn giữ nguyên. Hiện nay xã Thanh Hồng có 3 thôn là Nhan Bầu, Tiên Kiều và Lập Lễ.

## Kinh tế
Bưởi đào
Cây bưởi đào trồng tại địa phương thường được gọi tên là bưởi đào Thanh Hồng (chủ yếu được trồng tại thôn Lập Lễ), có sức sống tốt, cho năng suất rất cao (mỗi cây có thể trên 1000 trái mỗi năm đối với những cây sống trên 50 năm). Tới thời điểm năm 2015, toàn xã đã có 120 ha trồng bưởi đào, cho thu nhập trên 18 tỷ đồng mỗi năm.. Trong đó, có trên 50 cây tuổi đời trên 50 năm.
Hiện nay, các cơ quan chức năng ở tỉnh Hải Dương đang triển khai xây dựng nhãn hiệu tập thể cho sản phẩm bưởi đào ở Thanh Hồng.
Nghề dệt chiếu cói
Nghề dệt chiếu cói có từ lâu đời, chủ yếu tập trung tại thôn Tiên Kiều. Trong những năm gần đây, do nhu cầu sử dụng chiếu cói ít dần nên người dân không còn làm nghề nhiều như trước, thay vào đó là trồng các loại cây ăn quả, rau màu để cung ứng cho người dân.

## Công trình tín ngưỡng, tôn giáo
Chùa
Hiện xã Thanh Hồng có 4 ngôi chùa là chùa Thiều (Quang Khánh Tự) thôn Tiên Kiều, chùa Bửa (An Linh Tự), chùa Bầu (Khánh Linh Tự) thôn Nhan Bầu, chùa Lập Linh (Tăng Long Tự) thôn Lập Lễ. Đa phần các chùa được khởi dựng vào khoảng thế kỷ XVII-XVIII, riêng có ngôi chùa Đông làng Lập Lễ được khởi dựng sớm nhất vào khoảng thế kỷ XIII thời nhà Trần do Quốc sư Vương Thiên Huệ (Thánh Tổ Đông Sơn) khai sơn trụ trì.
Trong những năm gần đây, được sự quan tâm của chính quyền địa phương, sự phát tâm công đức của nhân dân, phật tử nên chùa chiền các thôn đã dần có nét khởi sắc. Chùa An Linh đã xây dựng được ngôi Tam Bảo khang trang, chùa Thiều cũng đã xây chùa, niệm Phật đường rộng lớn, chùa Bầu xây dựng được quần thể chùa, nhà Tổ, phủ mẫu đầy đủ, chùa Lập Lễ hiện còn đang trong giai đoạn trùng tu, sửa chữa, đã xây nhà Tổ, cổng Tam quan chùa, đúc chuông. Tổng kinh phí xây dựng các ngôi chùa trong xã đã lên đến hàng tỷ đồng từ tiền công đức của nhân dân, phật tử thập phương và nguồn vốn xã hội hoá.
Kiến trúc cơ bản của các chùa trong địa bàn xã là mái đao chồng diêm, bít đốc mang dáng dấp cổ kính của chùa Việt.
Các chùa trong xã đều giữ được các ngôi tháp Tổ thờ Lịch đại Tổ sư trụ trì. Ngôi tháp cổ nhất tại chùa thôn Lập Lễ thờ Tổ sư Tự Thông Khương có niên đại khoảng hơn 130 năm.
Đình làng
Các thôn đều có đình làng để thờ Thành Hoàng, có thể kể đến Đình Tiên Kiều thờ Đức Đông Hải Đại Vương Đoàn Thượng, đình Phúc Khê làng Lập Lễ thờ Đức Vua Hùng Duệ Vương, Thánh Quý Minh và Thánh Triệu Việt.
Nhà thờ Thiên chúa giáo
Trên địa bàn xã có hai nhà thờ Thiên chúa giáo là nhà thờ giáo họ Nhan Bầu và giáo họ Lập Lễ.
Nhà thờ họ
Các dòng họ trong xã đều xây dựng nhà thờ họ để phụng thờ Tổ Tiên. Đây là nơi con cháu thường lui về thắp hương khấn vái tổ tiên vào các dịp Lễ, Tết, giỗ Tổ họ.